# Oltac
Oltac (en llatí Olthacus, en grec antic  ̓Ολθακός) era un cap de la tribu escita dels dandars que va servir com a general a l'exèrcit de Mitridates VI Eupator i va gaudir del favor d'aquest rei.
Més tard va desertar al camp dels romans, però segons Plutarc només era una argúcia per obtenir accés al campament de Lucul·le i així poder-lo assassinar. Fracassat en el seu intent per la intervenció de Menèdem, va retornar al camp de Mitridates.
Plutarc li dina el nom d'Olcabes (Olcabas).